# Arianne Martell
La princesa Arianne Martell es un personaje ficticio que aparece en la saga literaria Canción de hielo y fuego del escritor George R.R. Martin. Es uno de los personajes que posee capítulos desde su punto de vista en el libro Festín de cuervos y se espera que también sea así en la siguiente entrega, Vientos de invierno.
En la adaptación televisiva de la obra, Game of Thrones, su personaje fue omitido y parte de sus tramas y motivaciones son asumidas por el personaje de Ellaria Arena, interpretado por la actriz Indira Varma.

## Concepción y diseño
La princesa Arianne es representada como una mujer voluntariosa, audaz, de carácter fiero y experta en las intrigas; cuando se plantea un objetivo, no se detiene hasta conseguirlo. Guarda similitud con el personaje de Cersei Lannister en el aspecto de que ambas emplean su cuerpo para conseguir sus objetivos, sabiendo sacar provecho de sus armas de seducción; sin embargo, a diferencia de Cersei, Arianne posee escrúpulos y posee el criterio de saber rodearse de gente capaz y de confianza.
El personaje de Arianne vive castigado sintiéndose menospreciado por su padre, el príncipe gobernante Doran Martell. Ella cree que éste planea quitarla de la sucesión de Lanza de Sol y dársela a su hermano Quentyn, por lo que gran parte de sus acciones están destinadas a demostrarle a su progenitor que es capaz de asumir el mando y de ser una capacitada gobernante. Por otro lado, se siente disgustada con lo que ella considera que es una actitud débil y sumisa de Doran, lo que hace que trate de asumir el mando ante la indolencia de su padre, de hecho, el personaje de Arys Oakheart cree que su personalidad es más parecida a la de su tío Oberyn que a la de Doran.
Físicamente es descrita como una mujer muy hermosa, de baja estatura, piel olivácea, ojos negros y cuerpo voluptuoso. El personaje de Arys Oakheart la define como una «auténtica poseedora del espíritu dorniense», debido a su ardiente personalidad, su físico y su liberalidad.

## Historia

### Primeros años
Arianne, al igual que sus hermanos, se crio en Lanza del Sol. Desde que era una niña, Arianne sintió que su lugar como heredera de la Casa Martell estaba siendo discutido por su padre, el cual le ofrecía casamientos que no estaban adecuados a su rango y daba muestras de favoritismo por su hijo Quentyn. Todo esto hizo creer a Arianne que Doran planeaba desheredar a Arianne como heredera de Lanza del Sol en favor de Quentyn.
En la obra se menciona que desde joven tuvo una actitud seductora en un intento fallido y precoz con su amigo Andrey Dalt y su prima Tyene, manteniendo relaciones con Daemon Arena, negándose Doran a casarlos cuando éste le solicitó su mano.
```
Se sentía así mismo más unida a sus primas, las serpientes de arena, que a su hermano tanto por lejanía como por diferencia de edad.
```

### Festín de cuervos
Con la muerte de su tío Oberyn, Arianne está disgustada con lo que ella considera es una actitud débil e indolente en su padre. Ella está convencida de que Dorne debe entrar en guerra con el Trono de Hierro para vengar la muerte de Oberyn y por las anteriores afrentas que los Martell sufrieron con la llegada de los Baratheon al trono.
Arianne traza una auténtica conjura que lleve a los Martell a la guerra. Primero seduce y se gana la lealtad del Guardia Real Ser Arys Oakheart, la espada juramentada de la princesa Myrcella Baratheon, y después reúne un grupo de colaboradores para llevar a cabo su plan: coronar a Myrcella como Reina de los Siete Reinos, debido a que en Dorne las mujeres no quedan relegadas ante el varón a la hora de la sucesión. Junto a personajes como Gerold Dayne, más conocido como Estrellaoscura, o el propio Ser Arys, Arianne comanda la conjura contra el Trono de Hierro. Pero resultó que el príncipe Doran estaba enterado de los planes de Arianne y envió a Areo Hotah a arrestar a los conjurados. En la trifulca que resulta muere Ser Arys y la princesa Myrcella queda herida a manos de Ser Gerold Dayne, que pretendía matar a la princesa para provocar la guerra.
Doran confina a Arianne en una torre sin poder recibir visitas. Cierto día su padre la convoca y le revela cuáles son sus verdaderos planes: desde que su hermana Elia murió a manos de los Lannister, ha estado tramando su venganza junto a su hermano Oberyn. Resultó que Arianne había sido comprometida con Viserys Targaryen, el heredero al Trono de Hierro de la depuesta Casa Targaryen, pero su muerte frustró sus planes. El nuevo plan de Doran era que Arianne contrajera matrimonio con Aegon Targaryen y que Dorne le apoyara cuando reclamara el Trono de Hierro.

### Danza de dragones
Enterada ahora de los planes de su padre, Arianne y los Martell reciben la llegada de Balon Swann, el Guardia Real enviado para reemplazar a Ser Arys. Arianne trata de seducir a Ser Balon igual que hizo con Arys, pero falla. Entonces Myrcella, persuadida por Arianne, le dice a Ser Balon que Ser Gerold Dayne fue el causante de la muerte de Ser Arys y el que le causó la herida, por lo que le pide que lo atrape y lo castigue.